# Petit Suchet

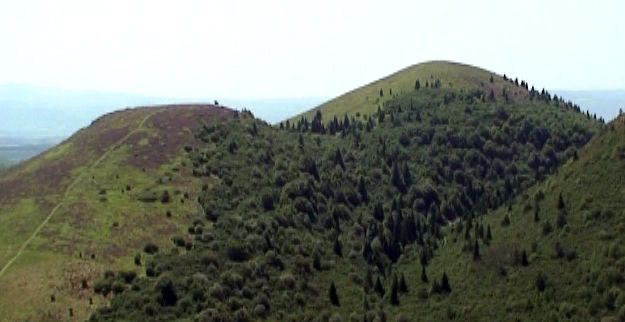
Petit Suchet et Grand Suchet

Il Petit Suchet , chiamato anche Puy de l'Aumône, è un vulcano della catena dei Puys che culmina a 1198 metri sul livello del mare, nel dipartimento del Puy-de-Dôme, in Alvernia- Rodano-Alpi, Francia.

## Geografia
Il Petit Suchet si trova nella parte centrale della Francia, al centro della catena Puys, a sud-ovest di Clermont-Ferrand. È circondato a breve distanza dal Cliersou a nord, dal puy Pariou a nord-est, dal Puy-de-Dôme a sud e dal Grand Suchet a cui è collegato a ovest.
Amministrativamente, il Petit Suchet si trova nel territorio del comune di Orcines, paese che si trova a est.
Il vulcano si eleva fino a 1.198 metri di altitudine; i suoi pendii regolari sono ricoperti da una vegetazione boschiva fino a metà altezza, a un'altitudine di circa 1.150 metri a nord e a sud, e a 1.000 metri ad est dove forma il bosco di Fontmagnie.
I sentieri GR 4 e 441 passano ai piedi del Petit Suchet nella sua parte meridionale. Diversi altri sentieri collegati a questi due permettono di raggiungere la vetta del Petit Suchet o il piccolo valico che separa il Grand Suchet dal Petit Suchet. Da questo passo, un sentiero porta alla cima del Grand Suchet dal suo lato est.
Geologicamente il Petit Suchet è un duomo di lava, estrusione di magma altamente viscoso accumulato nel punto di fuoriuscita, in un'eruzione di tipo peleano. È composto da domite, una trachite caratteristica della catena dei Puys. Questa roccia contiene più feldspato e anfibolo rispetto a quella del Puy de Dôme. È, in alcuni punti, ricoperto di pozzolana, costituita da scorie provenienti dal Grand Suchet e pomice espulsa dal Puy Pariou durante la sua ultima eruzione. In alcuni punti ci sono tracce di uno strato alluvionale molto rado e composto di basalto, granito, feldspato, quarzo e pomice friabile. Alcune grotte si aprono sui suoi fianchi a sud e a sud-est della cima.

## Storia

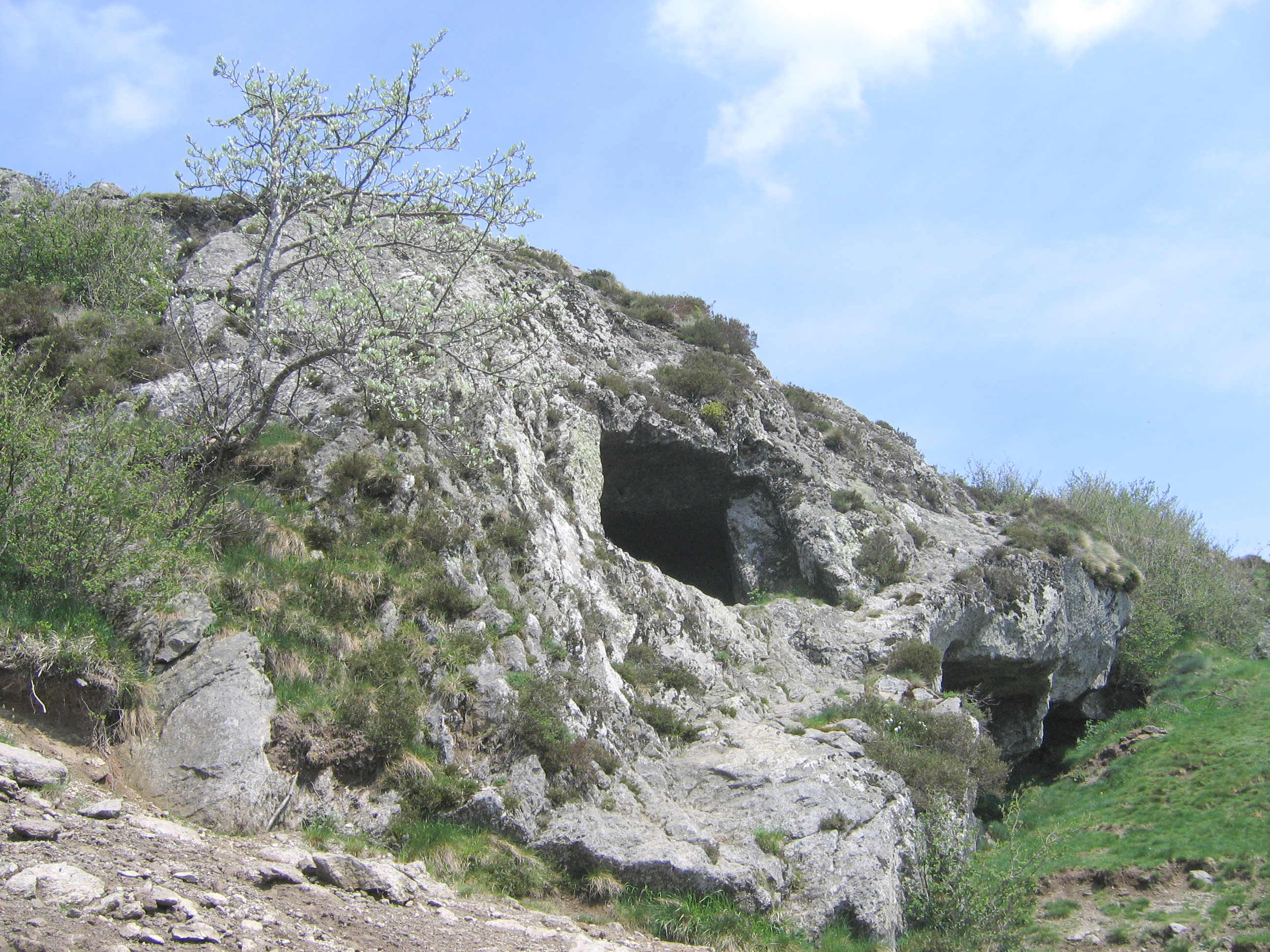
Una delle cave del Petit Suchet

Non c'è nessuna registrazione storica di eruzioni avvenute sul Petit Suchet. Alcune cave di trachite furono sfruttate su Petit Suchet durante il periodo gallo-romano e l'alto medioevo.